# 日本女子ソフトボールリーグ機構
一般社団法人日本女子ソフトボールリーグ機構（にほんじょしソフトボールリーグきこう）は、日本における女子ソフトボールのリーグ戦の運営を行う組織である。

## 概要
日本ソフトボール協会と共に、JDリーグを主催している。日本トップリーグ連携機構にも参加。

## 歴史
2006年 - 日本ソフトボール協会の下部組織たる任意団体として設立。
2020年9月30日 - 一般社団法人化。機構内の「女子ソフトボールリーグ活性化プロジェクト」にて、2022年の新リーグ創設に向けて検討を開始。
2021年6月29日 - 2022年春開幕の新リーグ名「JD.LEAGUE」と参加16チームが決定。

## 役員
2021年3月20日現在
| 役職                 | 氏名       | 所属                                              |
| -------------------- | ---------- | ------------------------------------------------- |
| 代表理事兼会長       | 三宅豊     | 日本ソフトボール協会会長                          |
| 代表理事兼チェアマン | 島田利正   |                                                   |
| 副会長兼キャプテン   | 宇津木妙子 | 日本ソフトボール協会副会長                        |
| 理事                 | 井原多美   | ウォルト・ディズニー・ジャパン バイスプレジデント |
| 理事                 | 大社啓二   | 日本ハム相談役 大阪学院大学特任教授               |
| 理事                 | 岡本友章   | 日本ソフトボール協会専務理事                      |
| 理事                 | 川島正和   | 事務局                                            |
| 理事                 | 菊間千乃   | 弁護士（松尾綜合法律事務所所属）                  |
| 理事                 | 栗山利宏   | 大垣ミナモソフトボールクラブGM                    |
| 理事                 | 谷村和也   | トヨタ自動車ソフトボール部部長                    |
| 理事                 | 寺村健人   | 日本ソフトボール協会常務理事兼リーグ委員長        |
| 理事                 | 古田敦也   | 野球解説者・スポーツキャスター                    |
| 理事                 | 横田博之   | 日本ソフトボール協会事務局長                      |
| 監事                 | 高橋義雄   | 筑波大学准教授                                    |